# Giáo hoàng Urbanô VII
Urbanô VII là vị giáo hoàng thứ 228 của Giáo hội Công giáo. Theo niên giám Tòa Thánh năm 1838 thì ông đắc cử Giáo hoàng năm 1590 và ở ngôi Giáo hoàng trong thời gian rất ngắn (13 ngày). Niên giám tòa thánh năm 2003 xác định ông đắc cử Giáo hoàng ngày 15 tháng 9 năm 1590 và ngày kết thúc triều đại của là ngày 27 tháng 9 năm 1590..

## Trước khi đắc cử
Giáo hoàng Urbanus VII sinh ngày 4 tháng 8 năm 1521 tại Roma, Italia với tên khai sinh là Giovanni Battista Castagna. Ông là một người có nguồn gốc Genoese.
Trước khi trở thành Giáo hoàng ông đã là tham gia trong bộ máy cầm quyền của Bologna, sau đó là tổng giám mục của Rossano và là đặc sứ của Giáo hoàng ở Tây Ban Nha trong một thời gian.

## Giáo hoàng
Ông đã được chọn làm người kế nhiệm Giáo hoàng Xíttô V. Cuộc bầu cử Giáo hoàng của ông có sự tác động từ phía sau của giai cấp thống trị Tây Ban Nha.
Ông đã sắp đặt lại việc điều hành Giáo hội theo các sắc lệnh của Công đồng Trent. Giáo hoàng Urbanus VII qua đời vì bệnh sốt rét chỉ sau 13 ngày trên ngôi Giáo hoàng, điều này đã khiến ông trở thành vị giáo hoàng có thời gian cai trị ngắn nhất trong lịch sử. Ông là người rất đức độ, tử tế và có lòng bác ái. Ông đã cố gắng thực hiện nhiều hoạt động từ thiện trong đó có việc thành lập quỹ dành cho trẻ gái nghèo không có của hồi môn bằng tiền riêng của ông.
Ông được mai táng trong vương cung thánh đường Vatican. Về sau hài cốt của ông được chuyển đến nhà thờ Santa Maria Sopra Minerva.